# Riccardo Biseo
Riccardo Biseo (Roma, 30 luglio 1959) è un pianista, compositore, arrangiatore e jazzista italiano.

## Biografia
Nipote del contrabbassista Sergio Biseo, si accosta al jazz in giovane età. Segue gli studi di pianoforte classico con Enrico Pasini e di composizione con Gino Marinuzzi junior, quindi si specializza in piano jazz con Amedeo Tommasi e in arrangiamento jazz presso il Goldsmiths College di Londra.
Rientrato in Italia, si fa strada nell’ambiente jazzistico fino a suonare con alcuni tra i più grandi solisti italiani e stranieri, come Miúcha, Benny Golson e Gianni Sanjust. Contemporaneamente sviluppa interesse per altre forme espressive quali la commedia musicale, il cinema, la televisione e la canzone d’autore; frequenta quindi questi ambiti in qualità di autore, arrangiatore ed esecutore.

## Attività jazzistica
Negli anni 90 del Novecento, a Roma, costituisce il Biseo Sanjust Quartet, tuttora in attività. La formazione prevede Biseo al pianoforte, Gianni Sanjust al clarinetto, Mauro Battisti al contrabbasso e Carlo Battisti alla batteria. Sul finire degli anni ’90 il quartetto realizza un album nel quale il repertorio della canzone napoletana è reinterpretato in chiave jazzistica; ristampato nel 2009, il CD è seguito da altri due della serie “Napoli Jazz Sound”.
È autore dell'opera jazz Concerto per un poeta, dedicata alla figura di Ezra Pound ed eseguita per la prima volta a Roma, presso Villa Celimontana Jazz Festival, nel 2006. La musica è composta e diretta da Biseo, il testo è di Giorgio Calabrese e l’attore Flavio Bucci interpreta il ruolo di Ezra Pound, affiancato da Maria Laura Baccarini. L’anno successivo il concerto-spettacolo viene ripreso con l’interpretazione di Giorgio Albertazzi.
Biseo realizza concerti e incisioni discografiche in collaborazione con jazzisti italiani come Gianni Basso, Massimo Moriconi, Eddy Palermo, Rick Pellegrino, Marcello Rosa, Massimo Urbani. Fra le sue partnership musicali di lungo corso si segnalano anche quelle con i cantanti Nicola Arigliano e Bruno Lauzi.
Collabora inoltre con numerosi musicisti internazionali in tournée in Italia, tra i quali Miúcha, Buddy DeFranco, Benny Golson, Slide Hampton, Dave Pell e Bob Wilber. Collabora lungamente come pianista e arrangiatore anche con il clarinettista Tony Scott, che si era trasferito in Italia negli anni ’70.
Partecipa ai maggiori festival italiani (Umbria Jazz, Pescara Jazz, Villa Celimontana) e svolge la sua attività concertistica nei luoghi deputati al jazz anche all’estero, dove è chiamato a rappresentare il jazz italiano: nel 2005 a New York nell’ambito della manifestazione “Jazz Italiano New York”, nel 2008 a Londra per l’Italian Jazz Festival e nel 2012 a Tokyo su invito della Italian Chamber of Commerce Japan, con la cantante Amalia Gré. Nel 2017 è invitato a partecipare alla Festa di Teatro Eco Logico a Stromboli, con una conversazione-concerto dedicata al blues e al jazz.
Oltre che in quartetto, Biseo si esibisce in trio, in duo e come pianista solista. Collabora con diverse istituzioni: Roma Sinfonietta, Istituzione Sinfonica Abruzzese, Orchestra Sinfonica della Provincia di Bari, Nova Amadeus, Parco della Musica Jazz Orchestra. È inoltre arrangiatore del Coro della Casa del jazz di Roma.
Affianca a quella concertistica l’attività didattica, insegnando pianoforte jazz presso l’Università della Musica e la St. Louis Music Academy di Roma, e armonia e pianoforte jazz presso lo IALS (Istituto Addestramento Lavoratori dello Spettacolo) di Roma. Ha collaborato con Umbria Jazz anche in occasione dei seminari tenuti a Perugia dalla Duke University e dal Berklee College of Music, e tiene Master di orchestrazione jazz presso i Conservatori di Musica.

## Teatro
Nel 1983 compone la musica di scena per Sei personaggi in cerca d'autore di Luigi Pirandello con la regia di Giuseppe Patroni Griffi; è inoltre in scena nello spettacolo in qualità di pianista e di attore. L’anno successivo, all’età di 25 anni, dirige l’orchestra nella versione italiana del musical di Cy Coleman Barnum, con Massimo Ranieri.
Realizza quindi, come direttore musicale, diverse versioni italiane di musical statunitensi: Stanno suonando la nostra canzone (regia di Gigi Proietti, con Gianluca Guidi e Maria Laura Baccarini), Promesse, promesse (regia di Johnny Dorelli, rappresentato a Versiliana Festival), Chicago (con Luca Barbareschi, Lorenza Mario e Maria Laura Baccarini), My fair lady (con Luca Biagini e Gian), Serial killer per signora (rappresentato al Festival Teatrale di Borgio Verezzi), e Jesus Christ Superstar (con Carl Anderson nel ruolo di Giuda).
Si dedica alla composizione della musica di scena per numerose commedie brillanti, tra le quali Regine con Sandra Milo, Taxi a due piazze con Giampiero Ingrassia e Gianluca Guidi, A piedi nudi nel parco con Anna Falchi. Compone inoltre il musical L’isola di Robinson Crusoe su testo di Carlo Conversi, e collabora alla strumentazione dell’opera lirica Jaquerie di Gino Marinuzzi, di cui era andata perduta la partitura originale.
Nella stagione 2014/15 è pianista solista del musical Cinecittà, con protagonista assoluto Christian De Sica.

## Cinema e televisione
È per lungo tempo collaboratore musicale di Manuel De Sica, in coppia con il quale compone le colonne sonore di film quali Dellamorte Dellamore e Nel continente nero. È direttore e arrangiatore della musica di diversi film americani, tra i quali Talos, L’ombra del faraone, Silent Trigger e Shooter di Stefano Mainetti Attentato a Praga, e italiani, tra i quali Ricky e Barabba, diretto da Christian De Sica, e Vacanze di Natale ’91 diretto da Enrico Oldoini.
È inoltre direttore e arrangiatore della musica di serie televisive, tra le quali La mia casa in Umbria, con Maggie Smith e Giancarlo Giannini, nonché Un papà quasi perfetto, con Michele Placido, e Orgoglio, entrambe prodotte da Rai Fiction.
Ha lavorato anche, in qualità di pianista solista, all’interno di trasmissioni televisive di grande popolarità, da Scommettiamo che? a Fantastico 6 a Indietro tutta, dal programma musicale International DOC club a Mille lire al mese, l’ultima grande produzione della Rai diretta da Gianni Ferrio.

## Discografia

### Compositore
- 2011 - Prime assolute a Villa Lante, AAVV (Musicaimmagine Records, 1 CD MR10099)
- 2012 - Concerto per un poeta — anche arrangiatore, direttore e pianista (RB1)
- 2015 - Composers, Luca Pincini e Gilda Buttà, AAVV (Undici 07 s.a.s. di Maurizio Bignone)
- 2022 - Missa (Ed. Telecinesound)

### Arrangiatore e direttore
- 1992 - Nel continente nero, colonna sonora (Ricordi)
- 1994 - Dellamorte dellamore, colonna sonora (Lunar)
- 1999 - Abbà Pater (Sony Classical)

### Pianista di musica leggera
- 1985 - Finalmente ho conosciuto il conte Dracula..., Mina (PDU, PLD A 7047/48)
- 1991 - Volano le pagine, Mietta (Fonit Cetra)

### Pianista e arrangiatore jazz
- 1986 - Riccardo Biseo & The Blue Nite Orchestra (Emergency Music Italy Srl – SLP 002)
- 1995 - I sing ancora, Nicola Arigliano (Onix Jazz Club – ONIX 003)
- 1997 - E io le canto accussì, Fred Bongusto (CGD East West)[34]
- 2003 - Nostaljazz, Bruno Lauzi (Blue Tower – BT 2003/0002)
- 2008 - Amigos, Giovanna Marinuzzi (Alfamusic)
- 2008 - Jass & Jazz & More, Marcello Rosa (Pentaflowers CDPIA056)
- 2009 - Napoli Jazz Sound Vol. 1, Biseo Sanjust Quartet (Gennarelli Bideri Editori)
- 2009 - Recado Bossa Nova, Gianni Basso & Irio De Paula (Dejavu – DJV2000047)
- 2009 - Swing, Christian de Sica (Rai Trade)
- 2010 - Napoli Jazz Sound Vol. 2, Biseo Sanjust Quartet (Gennarelli Bideri Editori)
- 2010 - Eddy Palermo Trio, Eddy Palermo Trio (Panastudio Productions)
- 2010 - Challenge, Eugenia Munari (Philology)
- 2010 - What is it for?, Rosanna Fedele (Philology)
- 2010 - Stringin’ the blues, Mauro Carpi & Friends (Kelidon)
- 2013 - After you’ve gone, Minnie Minoprio (Hollywood Dischi)
- 2014 - Napoli Jazz Sound Vol. 3, Biseo Sanjust Quartet (Gennarelli Bideri Editori)
- 2017 - Merry Christian, Christian de Sica (Warner Music Italia Srl)[35]

### Musical
- 1985 - Barnum, italian cast (Spa Warner 20392)
- 1998 - Stanno suonando la nostra canzone, italian cast (RCA 74321647622)
- 1999 - My fair lady, italian cast (Carosello Records & Tapes 543 399-2)
- 2001 - Serial killer per signora, italian cast (Carosello Records & Tapes CARSM 008-2)
- 2002 - Promesse, promesse, italian cast (Carosello CARSM 064 2)